# 圖林二世
圖林二世（Túrin II），是英國作家約翰·羅納德·魯埃爾·托爾金（J.R.R. Tolkien）的史詩式奇幻說《魔戒三部曲》中的虛構人物。
他是剛鐸（Gondor）的宰相和第二十三任攝政王（Ruling Steward），任內他聯合洛汗（Rohan）擊敗了入侵剛鐸的哈拉德人（Haradrim）。

## 名字
圖林（Túrin）一名來自辛達語，與一位第一紀元的伊甸人英雄和一位第三紀元的剛鐸攝政王同名，意思是「力量之心」Power-heart或「渴望主宰(的他)」(He who) Desires mastery。

## 總覽
圖林是剛鐸的登丹人（Dúnedain）。他屬於胡林家族（House of Húrin），父親是剛鐸宰相及第二十二任攝政王索龍德（Thorondir）。不清楚他有沒有任何兄弟姊妹。他的兒子是特剛（Turgon）。
他是第二十三任剛鐸攝政王，兼任剛鐸的宰相（Steward）。在他任內剛鐸再次陷入動盪之中，因為半獸人開始從魔多（Mordor）發動攻擊，另外哈拉德人也對剛鐸發動一次戰爭。他為此於伊西立安（Ithilien）修建一些隱密的防禦工事，並與洛汗聯手對付入侵的外族。
他生於第三紀元2815年，死於2914年，享年99歲。

## 生平
圖林生於第三紀元2815年，大概是在米那斯提力斯（Minas Tirith）出生。2882年，他的父親索龍德去世，由圖林繼位。
2885年，哈拉德人與剛鐸在波洛斯河（Poros）兩岸的衝突白熱化，敵人大舉渡河攻入剛鐸境內。剛鐸遂向洛汗求援，洛汗的佛卡溫（Folcwine）國王派兵支援，聯軍與哈拉德人在波洛斯河渡口（Crossings of the Poros）發生大戰，聯軍獲勝，但佛卡溫的雙胞胎兒子均戰死於這場戰爭中，圖林為此贈予佛卡溫國王許多黃金作為補償。
此後圖林則需要面對半獸人的入侵。半獸人開始襲擊伊西立安，當地大部份居民逃離家園，他遂增強東部國境的防務，如加強凱爾安卓斯（Cair Andros）的防禦，並於伊西立安修建了許多隱密堡壘，以便當地守兵繼續抵抗敵人，最著名的一處堡壘是於2901年建成的漢那斯安南（Henneth Annûn）。
第三紀元2914年，圖林去世，結束32年的統治，由他的兒子特剛繼位。

## 資料來源
1. 1 2 3 4  《中土世界的歷史》 Vol.12《中土世界的民族》 "The Heirs of Elendil"
2. ↑  .   [2011-11-17]. （原始内容存档于2011-10-16）.
3. ↑  .   [2011-11-17]. （原始内容存档于2020-10-29）.
4. 1 2 3 4 5 6  《魔戒三部曲》 2001年 聯經初版翻譯 附錄一帝王本紀及年表
5. 1 2  《魔戒三部曲》 2001年 聯經初版翻譯 附錄二編年史

| 前任： 索龍德 | 剛鐸宰相及攝政王 | 繼任： 特剛 |